# Kutnohorite
La  kutnohorite est une espèce minérale rare, composée de carbonate de calcium, de fer, de manganèse et de magnésium, de formule idéale  Ca (Mn+2,Mg,Fe+2) (CO3)2.

## Historique de la description et appellations

### Inventeur et étymologie
Décrite par le minéralogiste Bukovsky en 1901, le nom dérive du topotype de l’espèce  .

### Topotype
GisementPoličany, Kutná Hora (Kuttenberg), Stredocesky Kraj, Bohème, République tchèque.
ÉchantillonsLes spécimens de références sont déposés à l'université Harvard, Cambridge, Massachusetts, États-Unis, No 109033, 111690, et 85670.

### Synonymie
- kutnahorite

## Caractéristiques physico-chimiques

### Cristallochimie
- Elle forme une série avec l’ankérite et une série avec la dolomite.
- La kutnohorite fait partie du groupe de la dolomite

Groupe de la dolomite
Le groupe de la dolomite est composé de minéraux de formule générale AB(CO3)2 où  A peut être un atome de calcium, de baryum et ou de strontium. B  peut être le fer, le magnésium, le zinc et ou le manganèse. Avec la même structure cristalline.
- Ankérite Ca(Fe, Mg, Mn)(CO3)2
- Benstonite (Ba, Sr)6(Ca, Mn)6Mg(CO3)13
- Dolomite CaMg(CO3)2
- Huntite CaMg3(CO3)4
- Kutnohorite Ca(Mn, Mg, Fe)(CO3)2
- Minrecordite CaZn(CO3)2
- Norséthite BaMg(CO3)2

Les borates nordenskiöldine et tusionite sont isostructuraux aux minéraux du groupe de la dolomite.

### Cristallographie
- Paramètres de la maille conventionnelle : a = 4,85, c = 16,34, Z = 3 ; V = 332,86
- Densité calculée = 3,08 g cm−3

## Gîtes et gisements

### Gîtologie et minéraux associés
GîtologieMinéral typique des dépôts sédimentaires manganésifères.
Minéraux associésaragonite, calcite, rhodochrosite.

### Gisements producteurs de spécimens remarquables
- Belgique

Rahier, Stoumont, vallée de la Lienne, massif de Stavelot, Liège
- Canada

Carrière Poudrette, Mont Saint-Hilaire, Rouville Co., Montérégie, Québec
- France

Mine de Châtillon, Villapourçon, Nièvre
Brachy, Esplas-de-Sérou, Saint-Girons, Ariège, Midi-Pyrénées 
Mine de Coustou, Vielle Aure, Vallée de l'Aure, Hautes-Pyrénées, Midi-Pyrénées 
- Italie

Levane, Bucine, Valdarno (Val d'Arno), Province d'Arezzo, Toscane

## Galerie

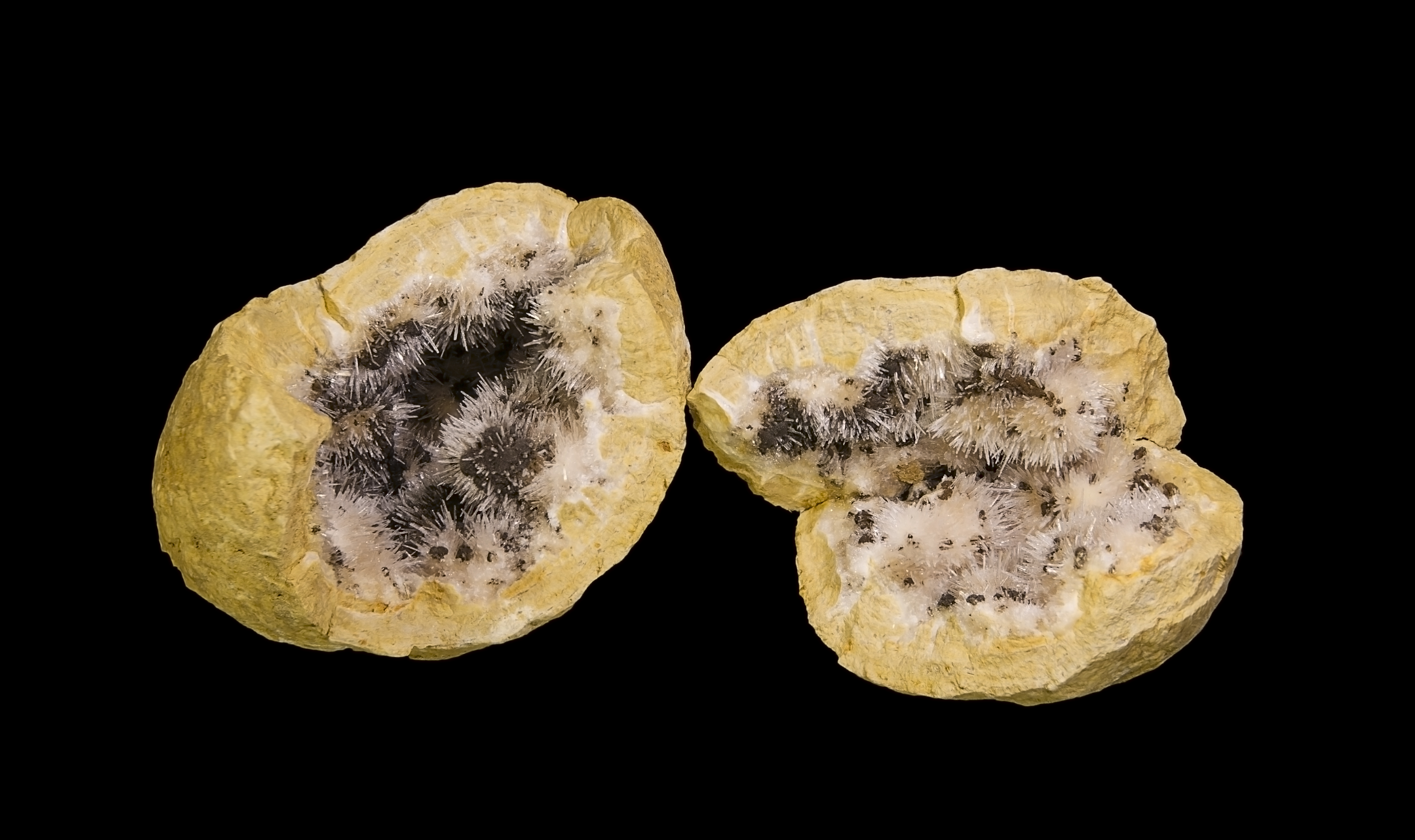
Géode complète d'aragonite kutnohorite
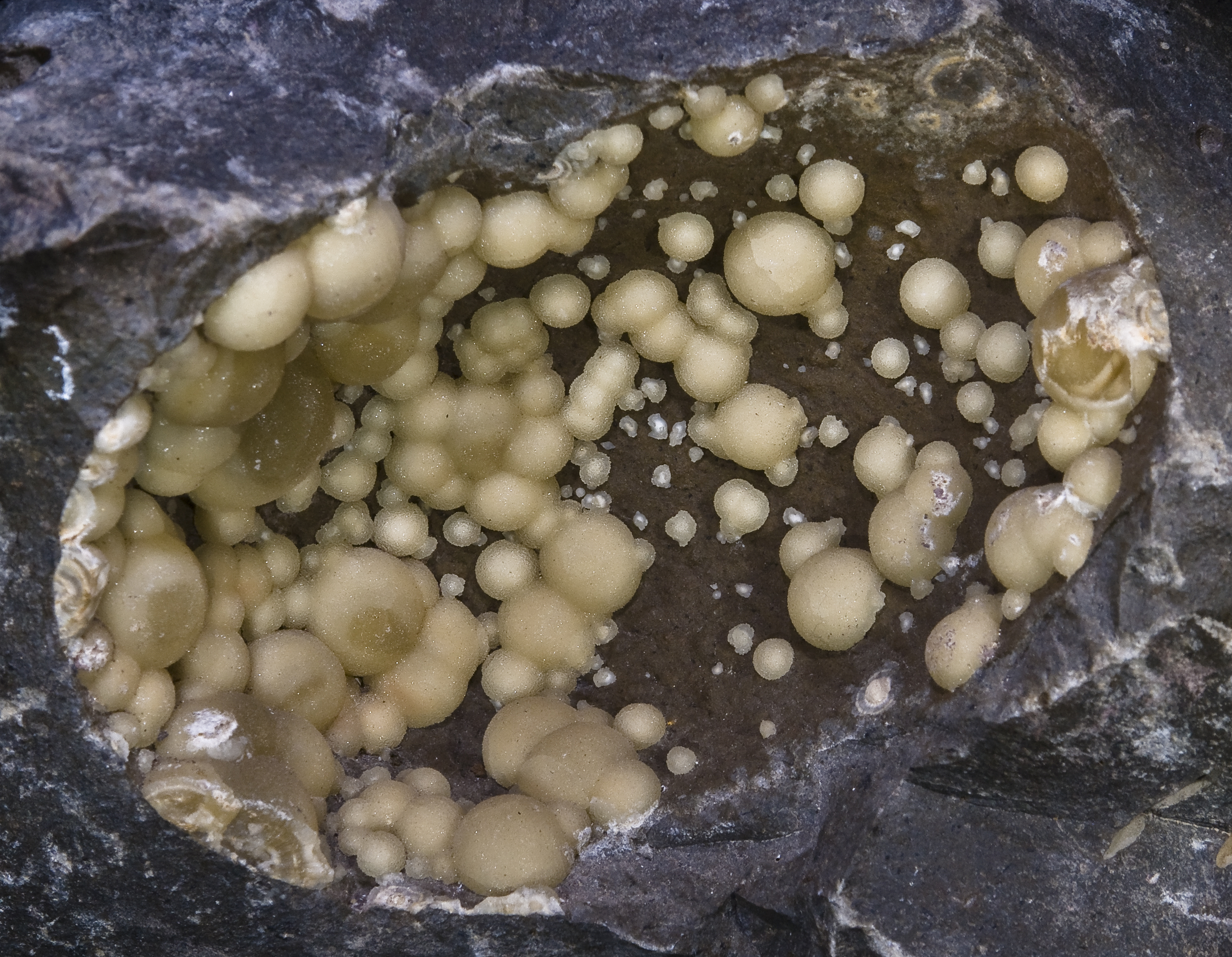
Kutnohorite Cantal France (Vue;10,2 cm)
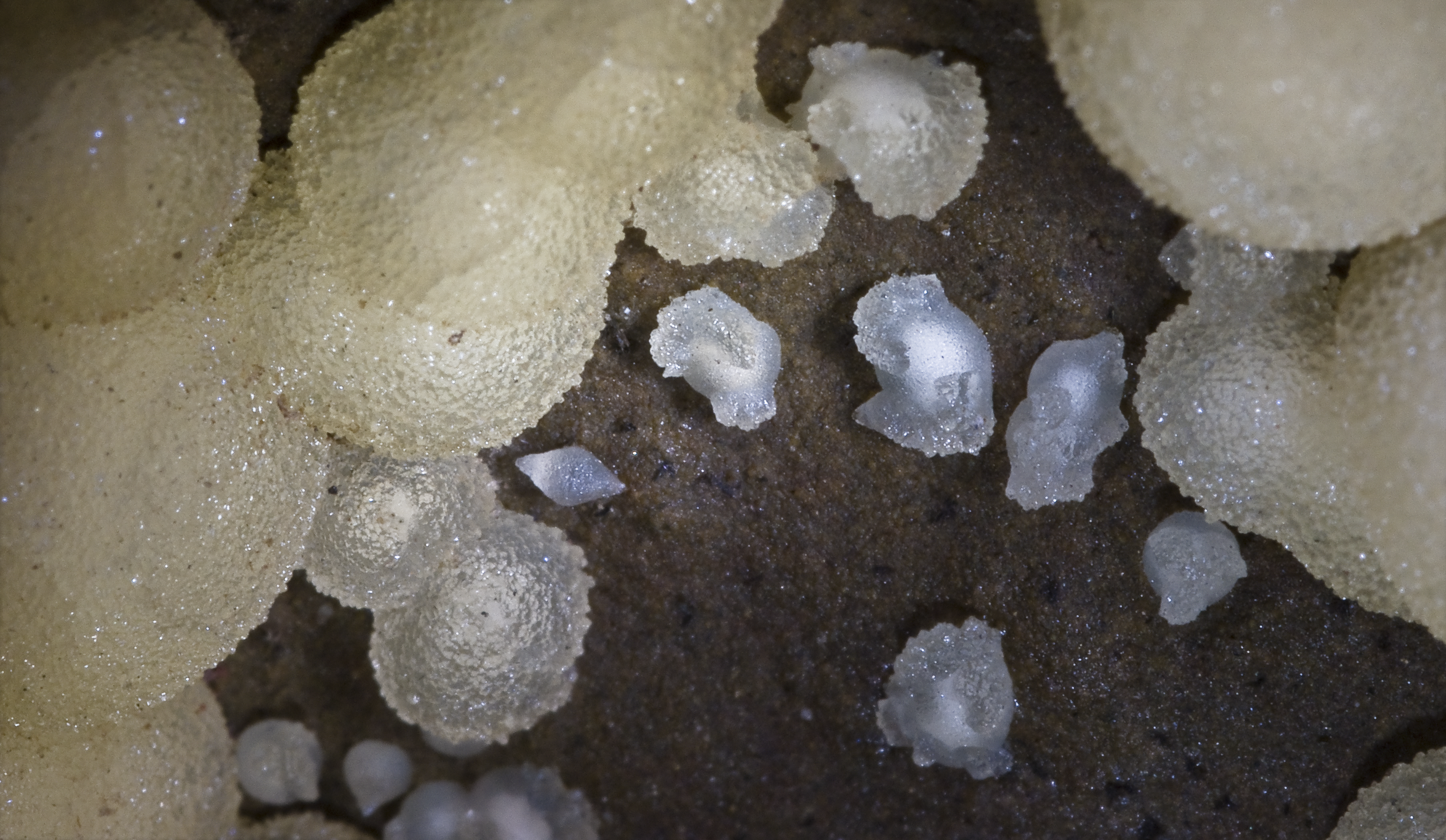
Kutnohorite Cantal France (Vue;1,2 cm)